# Tamazight des Aït Seghrouchen
Le tamazight des Aït Seghrouchen ou seghrouchni, est un parler berbère zénète du groupe des parlers berbères du Moyen-Atlas oriental. Il est parlé par la tribu Aït Seghrouchen habitant le centre-est du Maroc.

## Classification
Le berbère des Aït Seghrouchen est généralement classé comme faisant partie du tamazight du Maroc central. Il serait mutuellement intelligible avec le parler berbère voisin d'Aït Ayache. Génétiquement, cependant, il appartient au sous-groupe zénète des dialectes berbères du Nord, plutôt qu'au sous-groupe de l'Atlas auquel appartient le reste du Tamazight de l'Atlas central et sont donc exclus par certaines sources du Tamazight de l'Atlas central.
Le parler des Aït Seghrouchen fait partie du groupe berbère des parlers zénètes du berbère du Moyen-Atlas oriental, qui est parlé dans le Moyen-Atlas oriental.

## Phonologie

### Consonnes
Le dialecte des Aït Seghrouchen est remarquable pour avoir la fricative latérale [ɬ] comme allophone de la séquence /lt/  / k, g / sont prononcés comme des arrêts, contrairement au dialecte des Aït Ayache étroitement lié dans lequel ils sont des fricatives.
Dans le tableau ci-dessous, lorsque les consonnes apparaissent par paires, celle de gauche est sans voix.
|                    |                | Labial | Dentaire / Alvéolaire | Palatale | Vélaire | Uvulaire | Pharyn-geal 1 | Glottal 3 |
| ------------------ | -------------- | ------ | --------------------- | -------- | ------- | -------- | ------------- | --------- |
| Nasale             | Nasale         | m      | n ˤ                   |          |         |          |               |           |
| Consonne occlusive | voiceless      |        | t ˤ 4                 |          | k       |          |               |           |
| Consonne occlusive | voiced         | b 3    | d ˤ                   |          | ɡ       |          |               |           |
| Fricatif           | voiced         | b 3    | z ˤ                   | ʒ        |         | ʁ        | ʕ             |           |
| Fricatif           | voiceless      | f      | s ˤ                   | ʃ        |         | χ        | ħ             | h         |
| Fricatif           | lateral        |        | ( ɬ ) 2               |          |         |          |               |           |
| Approximant        | Approximant    |        | l ˤ                   | j        | w       |          |               |           |
| Volet / Trille     | Volet / Trille |        | r ˤ                   |          |         |          |               |           |

Notes phonétiques :
1. principalement dans les emprunts arabes
2. réalisation de la séquence / lt / pour certaines enceintes, par exemple ultma "sister", altu "pas encore"
3. Pour un petit nombre de locuteurs, /b/ est parfois lénifié à [β]
4. /t/ est aspiré [tʰ]

### Voyelles
Le dialecte des Aït Seghrouchen a un système phonémique à trois voyelles, similaire à l'arabe classique :
|        | De face | Central | Retour |
| ------ | ------- | ------- | ------ |
| proche | i       |         | u      |
| Ouvert |         | a       |        |

Ces phonèmes ont de nombreux allophones, conditionnés par les environnements suivants:
(# désigne la limite du mot, X désigne C [−plat - /χ/ - /ʁ/ ], C̣ désigne C [+ plat], G désigne C, /χ/, et /ʁ/ )
| Phonème | La concrétisation | Environnement      | Exemple    | Brillant               |
| ------- | ----------------- | ------------------ | ---------- | ---------------------- |
| /i/     | [i]               | #_X                | /ili/      | 'exister'              |
| /i/     | [ɨ]               | # _Xː / Xː_        | /idːa/     | 'il est venu'          |
| /i/     | [ɪ] [e]           | _G / G_            | /dˤːiqs/   | 'exploser'             |
| /i/     | [ɪj]              | X_#                | /isːfrˤħi/ | 'il m'a rendu heureux' |
| /u/     | [u]               | #_X / X (ː) _X     | /umsʁ/     | 'J'ai peint'           |
| /u/     | [ʊ] [o]           | _G / G_            | /idˤurˤ/   | 'il a tourné'          |
| /u/     | [ʊw]              | X)_#               | /bdu/      | 'pour commencer'       |
| /u/     | [ʉ]               | kː _ / ɡː _        | /lːajɡːur/ | 'il part'              |
| /a/     | [æ]               | #_X (ː) / X (ː) _X | /azn/      | 'envoyer'              |
| /a/     | [ɐ]               | X)_#               | /da/       | 'ici'                  |
| /a/     | [ɑ]               | _C̣ / C̣_            | /ħadˤr/    | 'être présent'         |

Schwa phonétique
Il y a une voyelle non phonémique prévisible insérée dans des groupes de consonnes, réalisée comme [ ɪ̈ ] avant les consonnes avant (par exemple /b t d .../) et [ ə ] avant les consonnes arrière (par exemple /k χ .../) /k χ .../) /k χ .../) /k χ .../). Voici quelques-unes des règles régissant l'occurrence de [ə] :
(# désigne la limite du mot, L désigne /l r m n/, H désigne /h ħ ʕ w j/ )
| Environnement | La concrétisation                     | Exemple | Prononciation     | Brillant         |
| ------------- | ------------------------------------- | ------- | ----------------- | ---------------- |
| #C (ː) #      | əC (ː)                                | /ɡ/     | [əɡ]              | 'être, faire'    |
| # LC #        | əLC ou LəC                            | /ns/    | [əns] ~ [nəs]     | 'passer la nuit' |
| # CC #        | CəC                                   | /tˤsˤ/  | [tˤəsˤ]           | 'rire'           |
| # CːC #       | əCːəC                                 | /fːr/   | [əfːər]           | 'cacher'         |
| # CCC #       | CCəC / C1C2 ne sont pas {LH}          | /χdm/   | [χdəm]            | 'travailler'     |
| # CCC #       | CCəC / C1C2 ne sont pas {LH}          | /zʕf/   | [zʕəf]            | 'se fâcher'      |
| # CCC #       | əCCəC ou # CəCəC # / {C1 C3} est {LH} | /hdm/   | [əhdəm] ~ [hədəm] | 'démolir'        |
| # CCC #       | CəCəC / C2C3 = {LH}                   | /dˤmn/  | [dˤəmən]          | 'garantir'       |